# Dwór w Wargowie
Dwór w Wargowie – zabytkowy dwór we wsi Wargowo, w powiecie obornickim, w województwie wielkopolskim.
Wybudowany w stylu eklektycznym dwór rodziny Żółtowskich, pochodzi z 1889. W bryle dominują formy neobarokowe, a głównym akcentem fasady jest wieżyczka z cebulastym hełmem. Wokół rezydencji rozpościera się park krajobrazowy o powierzchni 3 ha, w którym rośnie m.in. klon (320 cm obwodu) i wiąz (310 cm). Podczas II wojny światowej w obiekcie mieścił się urząd komisaryczny Rzeszy. W latach 90. XX wieku dwór wrócił w ręce rodziny Żółtowskich i uległ wzorowej restauracji (I miejsce w konkursie Ministra Kultury i Sztuki za odbudowę zabytków za rok 1995). Według Marcina Libickiego nieznany autor projektu wargowskiego dworu był prekursorem tzw. polskiego stylu narodowego, który stał się popularny dopiero w 1. dekadzie XX wieku.